# 未来へのたすき (アルバム)
『未来へのたすき』（みらい - ）は、あみん通算3枚目のオリジナルアルバム。2008年10月22日発売。発売元はBMG JAPAN。

## 解説
2007年7月25日リリースの『In the prime』以来、およそ1年3か月ぶりのスタジオ・アルバム。先行シングルで、NHKラジオ『ラジオ深夜便』の「深夜便のうた」に使用されたアルバム表題曲とそのカップリング曲「とっても大好き」が収められた。
特徴として、前作には収められていない、お互いのソロ楽曲が収録されている点が挙げられる。岡村孝子の「forever」は、名古屋葬祭業 "愛昇殿" のコマーシャルソングに使用されている。加藤晴子の「遠き故郷」は、元々は岡村が2006年4月26日に発表した「銀色の少女」のカップリング曲。岡村版はアルバム未収録のため、加藤のヴォーカルでアルバム初収録となった。
ほか、復帰時には歌手デビュー曲「待つわ」のセルフカヴァー「待つわ'07」が発表されたが、復帰2作目となる本アルバムではセカンド・シングルのカヴァー「琥珀色の想い出'08」が収録されている。
DVD付の初回限定生産盤と、ジャケット写真違いのCDのみ通常盤の2タイプが同時に発売。DVDには、「未来へのたすき」のミュージック・ビデオのほか、伊勢志摩国立公園（三重県志摩市）内「合歓の郷」におけるアートワーク関連撮影時のオフ・ショット映像等が収録されている。
歌詞カード巻末のスタッフ・クレジットには、二人各々の謝辞の他、2008年1月に亡くなった岡村の父と2008年2月に亡くなった四方淳子（岡村と仕事をすることが多かったライター）への献辞が記載された。

## 収録曲

### CD
1. 未来へのたすき（4:52）　
  - NHKラジオ[4] 『ラジオ深夜便』 - 深夜便のうた（7月～9月期）
2. on the way（4:30）
3. 時間の砂（5:02）
4. forever（5:12）
  - 岡村孝子ソロ・ナンバー。
  - 愛昇殿、大阪祭典　CMソング
  - 歌詞カードでは、この曲の末尾に「Dedicate to my father」と記されている。
5. メッセージ（4:34）
6. 夢見る瞳 ～あみんVersion～（4:49）
7. とっても大好き（4:10）
8. 夏祭り（5:16）
9. 遠き故郷（4:39）
  - 加藤晴子ソロ・ナンバー。
10. 琥珀色の想い出'08（4:10）

- 全曲作詞・作曲: 岡村孝子、全曲編曲・プロデュース: 萩田光雄

### DVD
1. 未来へのたすき ビデオクリップ
2. オフショット映像

## 関連作品
- 2ndシングル「琥珀色の想い出」　　M-10
- 6thシングル「未来へのたすき」　　M-1・7
- 1stアルバム「P.S. あなたへ…」　　M-10
- 作品集「P.P.S あなたへ…」　　M-10
- 岡村孝子 32ndシングル「銀色の少女」　　M-9
- 岡村孝子 15thアルバム「四つ葉のクローバー」　　M-6